# 끝없는 꿈을
〈끝없는 꿈을〉(일본어: 果てしない夢を 하테시나이유메오[*])은 ZYYG, REV, ZARD, WANDS에 게스트 보컬로 요미우리 자이언츠의 감독 나가시마 시게오까지, 모두 8명이 참여한 싱글로 1993년 6월 9일 발매되었다. (8cm CD: ZADL-1007) 곡의 가사는 ZARD의 사카이 이즈미와 WANDS의 우에스기 쇼가 썼으며, 작곡은 REV의 데구치 마사유키가 맡았다. 편곡은 아카시 마사오가 담당했다. 이 곡은 닛폰 TV의 야구 프로그램 《극공간 프로야구 93》의 주제가로 사용되었다. B 사이드 곡은 〈비에 젖어〉(雨に濡れて 아메니누레테[*])이며, 타이틀 곡과 작사가와 편곡자는 동일하고, 작곡은 쿠리바야시 세이이치로가 맡았다.
나가시마 시게오는 타이틀 곡에만 참여했으며, B 사이드 곡은 부르지 않았다.
2018년에 소속사 빙, 그리고 소속 아티스트 다이고가 각각 창립 40주년, 40세가 되어 기념 커버 음반이 제작되었다. 같은 해 12월 5일  《Deing》이라는 이름으로 발매되었으며 이 곡은 11번 트랙에 수록되어 있다. 이 때의 참여 아티스트는 모리토모 아라시(T-BOLAN), 오구로 마키, 이케모리 슈이치(DEEN), 그리고 다이고이다.

## 참여 아티스트
이 문단에서 "참여 아티스트"는 곡을 발표한 주체를 이야기하는 것이며, 코러스 등 싱글에 관여한 모든 아티스트를 언급하지는 않는다. 아래의 목록은 좌부터 우로, 싱글 표지에 실린 순서대로 열거하였다. 나가시마는 우측 상단의 원 안에 위치해있다.
- ZYYG
  - 타카야마 세이키
  - 쿠리바야시 세이이치로
- REV
  - 데구치 마사유키
- ZARD
  - 사카이 이즈미
- WANDS
  - 우에스기 쇼
  - 시바사키 히로시
  - 키무라 신야
- 나가시마 시게오 (게스트)

## 수록곡
| #            | 제목                                   | 작사                        | 작곡                  | 편곡          | 재생 시간 |
| ------------ | -------------------------------------- | --------------------------- | --------------------- | ------------- | --------- |
| 1.           | 〈〈끝없는 꿈을〉〉 (果てしない夢を)   | 사카이 이즈미 / 우에스기 쇼 | 데구치 마사유키       | 아카시 마사오 | 4:51      |
| 2.           | 〈〈비에 젖어〉〉 (雨に濡れて)         | 사카이 이즈미 / 우에스기 쇼 | 쿠리바야시 세이이치로 | 아카시 마사오 | 4:47      |
| 3.           | 〈〈끝없는 꿈을〉〉 (Original Karaoke) |                             |                       |               | 4:49      |
| 총 재생 시간 | 총 재생 시간                           | 총 재생 시간                | 총 재생 시간          | 총 재생 시간  | 14:27     |